# Jonny Lang
Jon Gordon Langseth, Jr. (Fargo, Dakota del Norte; 29 de enero de 1981), conocido como Jonny Lang, es un cantante, compositor y guitarrista estadounidense ganador de un premio Grammy. 
El estilo de Lang destaca tanto por una voz fuera de lo común para su edad, comparable a la de un viejo y veterano bluesman, así como por sus solos de guitarra. Sus solos siguen una pauta basada en el uso continuado del vibrato.    

## Biografía
Lang comenzó a tocar la guitarra a los 12 años, después de que su padre le llevara a ver la actuación de Bad Medicine Blues Band, una de las pocas bandas de blues de Fargo. En seguida comenzó a tomar clases de guitarra con Ted Larsen, el guitarrista de Bad Medicine Blues Band. 
Unos meses después de haber comenzado con sus clases de guitarra, se unió a  Bad Medicine Blues Band, que cambió su nombre por el de  Kid Jonny Lang & The Big Bang.
El grupo se trasladó a  Minneapolis, Minnesota, donde grabó y produjo, de forma independiente, el álbumSmokin, Lang tenía 15 años. En 1996, Lang firmó con A&M Records.  El 28 de enero de 1997, salió al mercado Lie to Me que fue aclamado por la crítica y con el que consiguió varios discos de platino. Su siguiente trabajo, Wander This World, salió al mercado el 20 de octubre de 1998 y logró una  nominación a los premios Grammy. 
A este le siguió Long Time Coming en octubre  de 2003, un álbum más íntimo y conmovedor. Lang versionó también el tema “Dying to Live” de Edgar Winter. Su trabajo más reciente, con una gran influencia de la música góspel, Turn Around, salió a la venta en 2006, y con él Lang ha ganado su primer premio Grammy.
Durante más de diez años en la carretera, Lang ha compartido escenario con los Rolling Stones, Buddy Guy, Aerosmith, Will Taggart, B.B. King, Blues Traveler, Micheal Rafizadeh, Jeff Beck, Sting y Cyndi Lauper. En 1999, fue invitado a tocar en La Casa Blanca, en una audiencia para el entonces presidente Bill Clinton y su esposa Hilary Clinton.

## Discografía
- Smokin (como Kid Jonny Lang & The Big Bang) - 1995
- Lie to Me - 1997
- Wander This World - 1998
- Long Time Coming - 2003
- Turn Around - 2006
- Live At The Ryman - 2009
- Fight For My Soul - 2013
- Sings - 2017